# William Bowie (Geodät)
William Bowie (* 6. Mai 1872 bei Annapolis Junction, Maryland; † 28. August 1940 in Washington, D.C.) war ein US-amerikanischer Geodät, der in der Landesvermessung des Coast & Geodetic Survey tätig war.
Auf ihn geht unter anderem die Bowie-Methode zur ökonomischen Berechnung von sehr großen Vermessungsnetzen zurück, sowie eine Methode der Schwerereduktion (Bowie-Reduktion) in Zusammenhang mit dem potentialtheoretischen indirekten Effekt zurück.
Die William Bowie Medal, die höchste Auszeichnung der American Geophysical Union, wurde nach ihm benannt. 1927 wurde er zum Mitglied der National Academy of Sciences gewählt. Seit 1925 war er Fellow der American Physical Society. 1929 wurde er korrespondierendes Mitglied der Académie des sciences.